# Pseudoperonospora humuli
Mildiou du houblon
Espèce
Synonymes
Selon  paramètre de Bioref « uBIO » non reconnu  :
- Peronoplasmopara humuli Miyabe & Takah. 1905
- Peronospora humuli (Miyabe & Takah.) Skalický 1966
- Plasmopara humuli (Miyabe & Takah.) Sacc. 1912

Pseudoperonospora humuli est une espèce de « pseudochampignons » oomycètes du genre Pseudoperonospora  (famille des Peronosporaceae). Ce champignon est un parasite biotrophe obligatoire, dépendant absolument de sa plante-hôte pour sa croissance et sa survie. Il ne peut survivre en dehors de son hôte que sous forme d'oospores.
C'est l'agent causal du mildiou du houblon. Certains auteurs considèrent cette espèce comme un synonymes de Pseudoperonospora cubensis, l'agent du mildiou des Cucurbitaceae.